# Бензилхлорид
Бензилхлорид (хлористый бензил) — бесцветная жидкость с резким запахом, нерастворимая в воде, смешивается с этанолом, хлороформом и другими органическими растворителями. Лакриматор, огнеопасен.

## Получение
В промышленности бензилхлорид получают жидкофазным радикальным хлорированием толуола:
{\displaystyle {\ce {C6H5CH3 + Cl2 -> C6H5CH2Cl + HCl}}}
Таким способом получают около 100,000 тонн бензилхлорида в год. Побочными продуктами являются бензальхлорид и бензотрихлорид (
{\displaystyle {\ce {C6H5CHCl2}}} и {\displaystyle {\ce {C6H5CCl3}}}).
Существует несколько вариантов процесса: хлорирование толуола в присутствии 1 % PCI3 при 90—100 °C, хлорирование при УФ-облучении или в присутствии 2,2'-азо-бис-изобутиронитрила.
Бензилхлорид также может быть получен хлорированием толуола сульфурилхлоридом SO2Cl2, хлорметилирование по Бланку бензола:
В лаборатории получают реакцией бензилового спирта с концентрированной соляной кислотой, или прямым хлорированием сухого толуола в газовой фазе сухим хлором при облучении, в качестве облучения удобнее всего использовать энергосберегающее диодное ультрафиолетовое освещение, даже не яркий источник ультрафиолетового света приводит к разрыву связи молекулы Cl2, или потребуется мощная лампа накаливания ~500Вт.

## Применение и реакции
- Бензилхлорид применяют для получения бензилового спирта и особенно бензилцеллюлозы (см. Целлюлоза), широко используемой в производстве пластмасс, плёнок, электроизоляционных покрытий и лаков.
- В промышленности бензилхлорид играет роль прекурсора к бензиловым эфирам, которые используются как пластификаторы, ароматизаторы и парфюмерия.
- Фенилуксусную кислоту, прекурсор к фармацевтическим препаратам, получают через бензилцианид, который образуется при обработке бензилхлорида цианидом натрия.

{\displaystyle {\ce {C6H5CH2Cl ->[NaCN] C6H5CH2CN ->[H2O] C6H5CH2COOH}}}
- Четвертичные аммониевые соли, используемые в качестве поверхностно-активных веществ, легко образуются алкилированием третичного амина бензилхлоридом:

{\displaystyle {\ce {R3N + C6H5CH2Cl -> [R3N(C6H5CH2)]^+Cl^-}}}
- В органическом синтезе, бензилхлорид используется для введения бензильной защитной группы, получая соответствующий бензиловый эфир. Снимается данная группа гидрированием на палладии.

{\displaystyle {\ce {C6H5CH2Cl ->[ROH] C6H5CH2OR ->[Pd][H2] ROH + C6H5CH3}}}
- С карбоновыми кислотами, даёт соответствующие бензильные сложные эфиры[3].
- Бензойная кислота (C6H5COOH) может быть получена окислением бензилхлорида щелочным раствором перманганата калия (KMnO4).

{\displaystyle {\ce {C6H5CH2Cl ->[KMnO4][OH^-] C6H5COOH}}}
- Он может быть использован в синтезе наркотиков класса амфетаминов, и по этим причинам продажи бензилхлорида находятся под мониторингом в США List II
- Бензилхлорид также легко реагирует с металлическим магнием давая реактив Гриньяра. Он предпочтительнее чем бензил бромид для получения реагента Гриньяра, так как бромид даёт в качестве продукта также продукт сочетания по Вюрцу — 1,2-дифенилэтан.

### Бензилирование гетероатомных функциональных групп
Бензилхлорид — удобный бензилирующий агент для гетероатомных функциональных групп и наиболее часто используется для введения этой защитной группы. Бензилирование спиртов этим реагентом достигается в условиях катализа сильным основанием таким как KOH, и в спиртовых растворителях и в условиях фазового переноса с n-Bu4NHSO4 Оксид серебра в ДМФА также эффективен Фенолы могут также быть бензилированы в условиях основного катализа
.
Амино группы легко бензилируются при обработке бензилхлоридом в присутствии карбоната или гидроксида при этом дибензилирование является конкурентной реакцией. Тиолы бензилируются в присутствии гидроксида натрия или цезия карбоната и полярных растворителях, таких как этанол или ДМФА.
Амиды могут быть N-бензилированы бензилхлоридом при действии сильных оснований таких как метал гидриды
11

### Бензилирование метиленактивных соединений
Анионы и дианионы β-кетоэфиров,, замещённые малоновые эфиры, β-кетоальдегиды, β-дикетоны, β-кетоамиды, и β-кетонитрилы все эффективно реагируют давая С-бензилированные продукты. Когда генерируется дианион из β-кетоамида, β-кетоэфир или β-дикетоне бензилируется менее кислотное положение. Нитрил стабилизированные карбанионы легко бензилируются в эфирных растворителях, аммиаке или ДМСО
Бензилхлорид также реагирует с карбанионами генерированными из кетонов, эфиров, иминов (металлоенаминов) и гидразонов, оксимов.

## Безопасность
Бензилхлорид является алкилирующим агентом. Он реагирует с водой, гидролизуясь до бензилового спирта и хлороводорода. Так как бензилхлорид достаточно летуч при комнатной температуре и раздражает слизистые оболочки глаз и кожу, является лакриматором.
Работу с ним ведут в вытяжном шкафу и с соответствующей защитой кожи. Бензилхлорид является мутагеном и, возможно, канцерогеном.